# Vainutas
Vainutas est une petite ville de l'apskritis de Klaipėda au nord-ouest de la Lituanie. En 2001, la population est de 993 habitants.

## Histoire
Au cours de la Seconde Guerre mondiale, la communauté juive de la ville est assassinée dans une exécution de masse perpétrée par un einzatsgruppen. Un monument est construit sur le site du massacre.